# 엄역 한어
엄역 한어(嚴譯 漢語) 또는 옌푸식 한자어는 중국의 학자, 사상가이자 번역가인 옌푸(嚴復)가 서양서적을 번역하여 만든 근대 한자어를 말한다. 양무운동의 실패와 메이지 유신의 성공, 그리고 청일전쟁의 패전 등으로 청에서는 일본을 근대화의 모델로 삼아 유학생을 파견하는 한편, 일본어로 번역된 서구서적이 대량으로 유입되게 된다.
이러한 일본모델론에 기울어 있던 대표적인 사상가가 량치차오였다. 이에 따라 대량의 일본제 한자어가 중국어로 유입되게 되는데 옌푸는 일종의 어휘민족주의적 입장에서 이런 일본제 한자어에 반감을 표시하고 독자적으로 서양서적을 번역하려고 힘썼다. 그는 찰스 다윈의 진화 이론을 번역한 천연론(天演論)을 비롯하여 여러권의 저서를 통해 새로운 한자어를 만들었다.

## 목록
옌푸는 주로 중국 고전 한어의 어법을 최대한 존중하여 신어를 만들려 하였으나, 당시는 일본제 한자어의 유입이 대세로서 옌푸가 만든 한자어들은 이후 일본제 한자어와의 경쟁에서 밀려 오늘날 대부분 쓰이지 않고 있다.
대표적인 것은 다음과 같다.
- 계학(計學)-경제
- 군(群)-사회
- 천연(天演)-진화
- 모재(母財)-자본
- 초점(鈔店)-초상(鈔商)

- 판극(版克; bank의 음역)- 은행
- 쟁존(爭存)-생존경쟁
- 우니유실지(優尼維實地; university의 음역)-대학

현존하는 엄역 한어의 예는 다음과 같다.
- 라집(邏輯; logic의 음역)-논리
- 오탁방(乌托邦; utopia의 음역)

## 같이 보기
- 근대 중국제 한자어
- 일본제 한자어
- 한국어의 한자어

## 참고 문헌
- 페데리코 마시니.  이정재 옮김, 편집. 《《근대 중국의 언어와 역사》》. 소명출판.